# イザーク・バッハラッハ
イザーク・バッハラッハ （独: Isaak Bacharach、1854年12月2日 – 1942年9月22日
）は、ドイツ、エアランゲンの数学教授。三次曲線の交点に関する定理であるケイリー＝バッハラッハの定理を証明した。ホロコーストの影響で没した。

## 経歴
ゼーリゲンシュタットで、ザムエル・バッハラッハ（Samuel Bacharach）とフリーデリーケ・バッハラッハ （Friederike Bacharach）の間に生まれたとされる。ゼーリゲンシュタットのフォルクスシューレに4年、プフングシュタットのIsraelitische Lehrerbildungsanstalt(de)に4年、ゼーリゲンシュタットのEinhardschule Seligenstadt(de)に1年、ダルムシュタットのルートヴィヒ＝ゲオルグズ＝ギムナジウムに3年間通い、1873年秋、ダルムシュタット工科大学に入学した。その1年後からライプツィヒ大学、ミュンヘン大学、ミュンヘン工科大学に1年間ずつ移籍した。この間、フェリックス・クラインとアレクサンダー・フォン・ブリルに師事した。1877年国家試験に受かり、1877年11月12日から1878年10月16日までレントゲン＝ギムナジウム・ヴュルツブルクで働いた。1878年10月16日、"Lehramtsverweser"になって1879年12月16日にバイエルン中等学校で数学と物理の教師として雇用された。
バッハラッハは、エアランゲン大学で研究を続け、1878年から1880年の間、回転面と3次曲面の論文を発表した。また、ケイリーの発表した定理を研究して、後にケイリー＝バッハラッハの定理と呼ばれる定理に発展させた。1881年、マックス・ネーターの下、論文「Über Schnittpunktsysteme algebraischer Curven」でPromotion(de)を獲得した。
1942年9月10日、87歳で、テレージエンシュタットに輸送され、12日後、テレージエンシュタット強制収容所で殺害された。